# 유병옥
유병옥 (1963년 6월 21일 ~ )은 대한민국의 축구 선수로 수비수이다. 한양대학교 출신이며 포항제철과 럭키금성 황소에서 활약하였으며 축구 국가대표팀 선수로 1986년 FIFA 월드컵에 참가하기도 했다.

## 수상

### 코치
경남 FC
- K리그 챌린지 : 우승 1회 : 2017